# Helmets litteraturpris
Helmets litteraturpris är ett pris som delas ut sedan 2015 av Helmet-biblioteket  till finländska böcker som har kommit ut de senaste fem åren. De kan vara på svenska eller finska, för vuxna eller barn. Både skön- och facklitteratur kan komma ifråga.

## Pristagare
| År   | Författare      | Bok                                           | Allmänhetens favorit                                          | Andra kandidater |
| ---- | --------------- | --------------------------------------------- | ------------------------------------------------------------- | --- |
| 2015 | Mia Kankimäki   | Asioita jotka saava sydämen lyömään nopeammin | Emmi Itäranta: Teemestarin kirja                              | Kari Enqvist: Uskomaton matka uskovien maailmaan Juha Hurme: Nyljetyt ajatukset Maija Muinonen: Mustat paperit Viljami Puustinen: Kingston Wall Asko Sahlberg: Yö nielee päivät Veera Salmi: Puluboin ja ponin kirja Henriikka Tavi: Toivo Maria Turtschaninoff: Anaché – Myter från akkade                             |
| 2016 | Peter Sandström | Transparente blanche                          | Mika Honkalinna: Korppiretki                                  | Ilari Aalto & Elina Helkala: Matkaopas keskiajan Suomeen Juhani Anttila & Tuukka Perhoniemi: Popin ja pikkukarhun avaruusmatka Hassan Blasim: Irakin Purkkajeesus Olli Jalonen: Miehiä ja ihmisiä Katri Kirkkopelto: Molli Leena Krohn: Hotel Sapiens Aki Ollikainen: Nälkävuosi Iida Rauma: Seksistä ja matematiikasta |
| 2017 | Jani Toivola    | Musta tulee isona valkoinen                   | Antti Eskola: Vanhuus: helpottava, huolestuttava, kiinnostava | Sanna Isto: Maan alaiset Sanna Karlström: Siilin laulu (illustrationer Marika Maijala) Joonas Konstig: Perkele Veera Nieminen: Avioliittosimulaattori Harri Nordell: Hajo Annika Sandelin: Yokos nattbok Hannele Mikaela Taivassalo: In transit Pauliina Vanhatalo: Keskivaikea vuosi                                   |
| 2018 | Kari Hukkila    | Tuhat ja yksi                                 |                                                               | |
| 2019 | Piia Leino      | Taivas                                        | Minna Rytisalo: Lempi                                         | Mari Ahokoivu: Oksi Tapani Bagge & Carlos da Cruz: Aavehevosen arvoitus Riitta Jalonen: Kirkkaus Aleksandr Manzos: Pelit elämän peilinä Hanneriina Moisseinen: Kannas Hanna Nikkanen & Työryhmä: Hyvän sään aikana Pasi Pitkänen: Kadonneiden eläinten saari Terhi Rannela: Frau                                        |